# Operador financeiro
Os operadores financeiros incluem as instituições, públicas ou privadas, envolvidas diretamente, ou como instituições auxiliares, nas atividades de captação, intermediação e aplicação de recursos no sistema financeiro nacional. É comum, didaticamente, subdividi-los em instituições financeiras monetárias, órgãos oficiais, demais instituições financeiras, outros intermediários financeiros, instituições auxiliares e instituições dos segmentos de seguro e previdência. 
Como exemplos de operadores, temos:
- Banco do Brasil;
- Caixa Econômica Federal;
- Bancos Múltiplos;
- Agências de Fomento;
- Associações de Poupança e Empréstimo;
- Bancos de Câmbio;
- Bancos de Desenvolvimento;
- Bancos de Investimento;
- Companhias Hipotecárias;
- Sociedades de Crédito, Financiamento e Investimento (financeiras);
- Sociedades de Crédito Imobiliário;
- Administradoras de Consórcio;
- Sociedades Corretoras de Câmbio;
- Sociedades distribuidoras de títulos e valores mobiliários;
- Sociedades Seguradoras;
- Entidades Abertas de Previdência Complementar;
- Fundos de Pensão;